# 昙花 (游戏)
《昙花》中国大陆一款反乌托邦题材的视觉小说，由橘子班制作。该作是#workshop短篇三部曲的最终章。

## 游戏背景
随着科学技术的发展，人的灵魂变成了商品，人的每段记忆可标价进行买卖。故事的主角“我”就是一个卖掉记忆的人，但在脑海中总有位女孩难以忘却……